# Count on Me (Bruno Mars)
Count on Me è un brano musicale del cantautore Bruno Mars, estratto dal suo album di debutto Doo-Wops & Hooligans e pubblicato come singolo in Australia e in Nuova Zelanda. La canzone si trova anche nel suo EP di debutto intitolato It's Better If You Don't Understand.

## Descrizione

### Stile musicale
Count on Me è un brano pop con approssimazione reggae e forti influenze di musica hawaiana, ciò ha portato il brano a paragoni con diversi lavori di Jason Mraz.

### Testo
Il testo di Count on Me è stato scritto dai The Smeezingtons (Bruno Mars, Philip Lawrence e Ari Levine). Nella canzone Mars parla rivolgendosi a un amico dicendogli che potrà contare su di lui quando ne avrà bisogno e che anche lui potrà fare lo stesso perché è così che si comportano gli amici.

### Registrazione
La canzone è stata registrata a Los Angeles nel 2009, scritta e prodotta dai The Smeezingtons, con la parte strumentale realizzata da Bruno Mars e Ari Levine.

## Classifiche
| Classifica (2011) | Posizione massima |
| ----------------- | ----------------- |
| Australia         | 19                |
| Austria           | 5                 |
| Portogallo        | 6                 |
| Nuova Zelanda     | 13                |
| Repubblica Ceca   | 2                 |
| Slovacchia        | 41                |
| Spagna            | 7                 |
| Svizzera          | 55                |
| Regno Unito       | 78                |